# Přeložka Soběslav – Doubí u Tábora
Přeložka Soběslav (mimo) – Doubí u Tábora (včetně) byla druhou etapou modernizace IV. železničního koridoru v úseku Veselí nad Lužnicí – Tábor v období od září 2019 do roku 2023 na trati Praha – České Budějovice. Přeložka je novostavba v délce 8,8 km vedená v nové stopě a zvětší části v souběhu s dálnicí D3. Nahradila původní jednokolejovou trať vedoucí přes Roudnou a její výstavbou došlo ke zkrácení trasy o 765 metrů. Nová dvojkolejná elektrizovaná trať je charakteristická velkým počtem umělých staveb. V průběhu výstavby bylo (v roce 2020) rozhodnuto o úpravě projektu na rychlost až do 200 km/h, po zavedení zabezpečovacího zařízení ETCS. Modernizovaný úsek, na kterém není železniční přejezd, je veden z 28 % na náspech (tj. 2,4 km), 52 % v zářezech (tj. 4,4 km) a zbytek tvoří umělé stavby jako Zvěrotický tunel, dvě estakády a další mosty a propustky. Mezi nejdůležitější stavby patřila výstavba 370 m dlouhého Zvěrotického tunelu, dvou estakád a přeložka silnice II/135.

## Společnosti
Investor stavby byla Správa železnic a projekt vypracovala společnost Metroprojekt Praha. Firmy podílející se na výstavbě vytvořily Společnost Soběslav – Doubí s vedoucím zastoupením Strabag Rail a dále Eurovia CS a Metrostav Praha. Subdodavatelé byly firma AŽD Praha (výstavba zabezpečovacího zařízení), Hochtief (výstavba Zvěrotického tunelu) a Swietelsky Rail CZ.
Náklady na výstavbu dosáhly částky 4,8 miliardy korun, které zajišťuje Státní fond dopravní infrastruktury, je spolufinancovaný Evropskou unií v rámci Operačního programu Doprava. Maximální výše podpory EU tvoří 82,84 % z celkových uznatelných nákladů.

## Vedení přeložky a umělé stavby
Přeložka začíná ve stanici Soběslav (411 m n. m.) v km 62,262, kde navazuje na první etapu Veselí nad Lužnicí – Tábor, I. část úsek Veselí nad Lužnicí – Soběslav zprovozněné v roce 2015, pokračuje severovýchodním směrem v oblouku o poloměru 1504 m a ve stoupání skonem 3,5–4,2 ‰. V místě bývalého přejezdu v km 62,413 byl postaven podchod, který tvoří monolitický železobetonový rám s tloušťkou stěn 0,35–0,40 m. Výstupy z podchodu jsou ve tvaru U tvořené opět železobetonovým polorámem s tloušťkou stěn 0,30 m. V km 62,669 je skok staničení na km 63,463.
V km 63,595 je trať vedena nad přeloženou silnicí II/135 novým železničním mostem o rozpětí 11,2 m. Most tvoří železobetonový rám s rovnoběžnými křídly založený na šestnácti velkoprůměrových pilotách (průměr 1,2 m) dlouhých osm metrů. Volná výška pod mostem je pět metrů.

### Zvěrotický tunel
Přibližně po sto metrech v km 64,3 vstupuje jižním portálem do Zvěrotického tunelu o délce 370 m ve směrovém oblouku 2 802 m a ve stoupání sklonem 8 ‰. Tunel opouští severním portálem v km 64,7 a pokračuje asi tři sta metrů v zářezu a následně v náspu.

### Černovická estakáda
V km 65,422 začíná Černovická estakáda dlouhá 832 m, je to třetí nejdelší železniční most v České republice. Most o 27 polích vede v souběhu s dálnicí D3 ve směrovém oblouku o poloměru 3400 m a stoupání sklonem 11,8 ‰ a překonává údolí Černovického potoka a silnici III/13527. Z estakády přeložka vede v levým obloukem v náspu a v km 66,1 přechází do přímého úseku v zářezu.
V km 66,443 je silniční nadjezd dlouhý 31,08 m s výškou 9,44 m, který převádí polní cestu mezi obcemi Klenovice a Sedlečko u Soběslavi. Most je postaven z prefabrikovaných dílů kleneb, které jsou uloženy do železobetonových prahů. Oblouky mají půdorysné rozměry 14,15 × 7,15 m se vzepětím 2,88 m. Zářez je zajištěn stříkaným betonem a třemi úrovněmi horninových kotev. Za mostem po 150 m zářez končí a trať vede po náspu do pravého oblouku a stoupá sklonem 4 ‰.

### Estakáda přes rybník Kamenný
V km 67,130 je jižní opěra Malé estakády s délkou 263 m vedené v oblouku o poloměru 2604 m. Most překonává Kamenný rybník na Myslkovském potoce a lesní cestu. Na konec oblouku za mostem navazuje přímý úsek, který se stáčí do levého oblouku o poloměru 2600 m před zastávkou Myslkovice, která je umístěna v km 67,855 – 67,945. Zastávka Myslkovice nahrazuje dřívější stanici Roudná.
V km 68,004 je silniční nadjezd, který převádí silnici III/13528 Myslkovice–Janov přes železniční trať. Jednopólový otevřený železobetonový most je dlouhý 16 m a má výšku 7,5 m. Za mostem pokračuje trať v zářezu a oblouku a stoupáním sklonem 4 ‰ až do km 68,54, kde dosahuje nejvyšší místo přeložky 446,5 m n. m. V těchto místech končí souběh s dálnicí D3 a také trať v zářezu a levém oblouku klesá sklonem 11,8 ‰ v úseku asi dva kilometry dlouhém až k místu napojení na stávající trať.

### Tunelový most
V lokalitě Hluboká v km 69,585 je umístěn tunelový most, který převádí polní cestu a zároveň plní úlohu biokoridoru mezi lesními porosty po obou stranách trati. Původní tunelový most měl být postaven jako monolitický železobetonový oblouk uložený na pasech, které měly být zjištěny mikropiloty. Následně měl být odtěžen železniční spodek cca čtyři metry pod úroveň pasů. Během prací v blízkém okolí tunelového mostu byla zjištěna změna podloží, která nedovolovala pokračovat v původním plánu. Podle návrhu geotechniků zhotovitele i investora musely proběhnout nejdříve výkopové práce železničního spodku a následně mohl být postaven tunelový most. To znamenalo i změnu technologie, z monolitické klenby přejít na prefabrikovanou klenbu a základová spára byla posunuta níže bez použití mikropilot. Základový pas má tloušťku 0,30 m. Tunelový most má délku 82,964 m a rozpětí 16,017 m, je složen z 29 plných kleneb, které mají tři části: dva boční díly ve tvaru složené paraboly a jeden klenbový dílec. Klenba je kloubově uložena na bočních dílcích. Boční dílce měly na rubové části vystupující pruty výztuže, které po osazení prefabrikátu do finální polohy byly spojeny betonem v monolit. Na mostě je zásyp do výšky 1,5 m ve vrcholu klenby. Součástí je i drenážní zásyp klenby, jejíž tloušťka je 0,60 m. Změna projektu zachovala dispozice mostu i jeho zatížitelnost.
Trať dále pokračuje v levém oblouku a v km 69,09 začíná přímý úsek na náspu. V km 70,271 je železniční most přes polní cestu. Založení mostu je plošné na základové desce o tloušťce 0,40 m. Most tvoří monolitický železobetonový rám s rovnoběžnými křídly. Délka mostu je 4,7 m a výška 5,3 m.

### Most přes Habří potok
V km 70,437 trať překonává údolí Habřího potoka po přesypaném mostním objektu, který zároveň plní funkci biokoridoru. Původní projekt 30 m dlouhého mostu se dvěma klenbami byl přepracován na žádost odboru životního prostředí v Soběslavi. Nové provedení nahradilo klenby dvoupolovou rámovou konstrukcí při zachování parametrů přemostění a ceny stavby. Krajní opěry jsou vzdálené od středové osy středního pilíře 16 m, výška mostu je 8,1 m. Na mostě je násep tratě o výšce 5,3 m.

### Nadjezd u Doubí
Trať pokračuje v přímém směru k zastávce Doubí u Tábora. V km 70,698 silniční nadjezd o rozpětí 40,8 m, který převádí místní komunikaci přes trať a zároveň zajišťuje přístup k oběma nástupištím zastávky Doubí u Tábora. Most je přepjatá betonová rámová konstrukce se dvěma pilíři a opěrami v náspu. Opěry mostu jsou založeny na čtyřech velkoprůměrových pilotách (průměr 1,2 m) o délce 13 m. Rozpětí mezi opěrami je 40,8 m Pilíře jsou založeny plošně na patkách. Mostovka je uložena na čtyřech kusech všesměrných elastomerových ložiskách.
Železniční zastávka Doubí u Tábora je situována v km 70,8 a má obdobné parametry jako zastávka Myslkovice. Za zastávkou následuje pravý oblouk o poloměru 1 500 m v zářezu a přibližuje se ke staré stopě a v km 71.88 navazuje na sousední stavbu Modernizace trati Veselí nad Lužnicí – Tábor – I. část, úsek Doubí u Tábora – Tábor, dokončenou v roce 2009.
Výstavba úseku byla zahájena 17. září 2019 a byl zprovozněn 11. září 2022 po jedné koleji (druhá traťová kolej), po obou olejích bude veden provoz od 1. listopadu 2022 s omezením a plnohodnotně od 12. prosince 2022 s rychlostí 80 km/h. Na jaře 2023 by se měla rychlost zvýšit na 110 km/h pak na 160 km/h. Po instalaci systému ETCS se bude moci zvýšit rychlost až na 200 km/h. 

## Další údaje
Pro vybudování přeložky bylo trvale zabráno 39 ha půdy. Bylo vykáceno na 5 800 stromů. U Janova byla přesunuta Boží muka z roku 1875 na nové místo u nově vzniklé železniční zastávky.
Na přeložce bylo mimo výše uvedené objekty vystavěno šest železničních a tří silniční propustky, položeno 17,56 km nových kolejí. Součástí stavby bylo snesení železničního svršku, snesení a demolice tři mostních objektů. Na vybudování mostních objektů se předpokládala spotřeba 5675 t betonářské výztuže, 2 800 t tuhé výztuže, 38 700 m³ konstrukčních betonů a provedení více než 66 400 m³ výkopů různé třídy těžitelnosti. Jenom na výstavbu Černovické estakády bylo spotřebováno 23 163 m³ betonu a 2 334 t betonové výztuže.

## Galerie

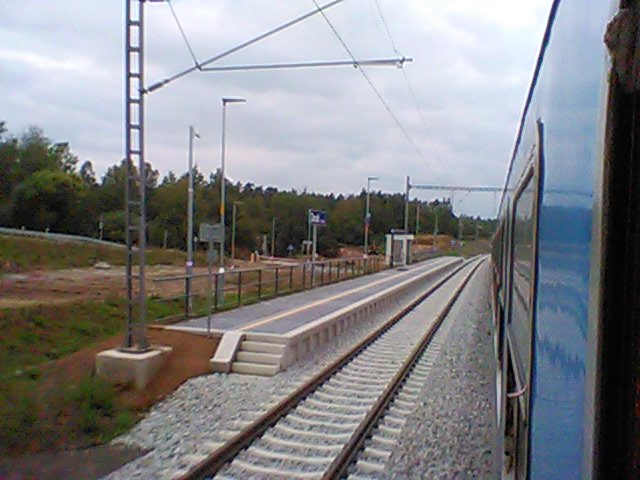
zastávka Doubí u Tábora
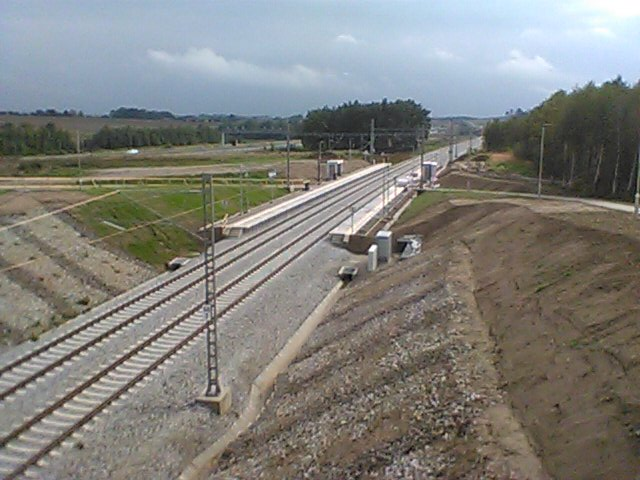
zastávka Myslkovice